# جوردن تايلور (كرة سلة)
جوردن تايلور (بالإنجليزية: Jordan Taylor) مواليد 30 سبتمبر 1989 في بلومنغتون، هو لاعب كرة سلة محترف أمريكي بدأ مسيرته الاحترافية في سنة 2012 يلعب مع فريق ألبا برلين في الدوري الألماني لكرة السلة كلاعب هجوم خلفي ويحمل الرقم 23. يبلغ طوله 6 قدم 1 بوصة (1.9 م).

## فرق لعب لها
- فيرتوس روما
- ألبا برلين

## روابط خارجية
- جوردن تايلور على موقع الدوري الأوروبي لكرة السلة (الإنجليزية)
- جوردن تايلور على موقع دوري كرة السلة الياباني للمحترفين (اليابانية)
- جوردن تايلور على موقع سبورتس رفرنس (الإنجليزية)
- جوردن تايلور على موقع كرة السلة الأوروبية.كوم (الإنجليزية)
- جوردن تايلور على موقع كلية كرة السلة في سبورتس رفرنس.كوم (الإنجليزية)
- جوردن تايلور على موقع ريلجم (الإنجليزية)
- جوردن تايلور على موقع بروبوليرز (الإنجليزية)
- جوردن تايلور على موقع سبورتس رفرنس (الإنجليزية)